# 李史光
李 史光（リー・サガン、ラテン翻記:Sakwang Lee、1962年 - ）は、在日韓国人三世の医師。X医学創始者。
愛知県西尾市出身。族譜によると、李氏朝鮮王族の血族で、ハングル文字を創った世宗大王の次兄にあたる孝寧大君の直系(全州李氏孝寧大君派)で23代目にあたる。族譜に記された名は大揆であり、全州李氏の末裔である。幼い頃より柔道に修練し講道館柔道二段を16歳で授与される。
高校卒業後韓国に留学し、国費奨学生としてソウル大学在外国民教育院で韓国語を学び、1982年に高麗大学医科大学に進学する。在学当時から唯物論的な現代医学の手法に疑問を持ち、生命の本質を見極めるべく、体験科学的な探求を志す。生命の本質は波動性を持つエネルギー様の存在であり、その存在を主眼に捉えた医学的アブローチを唱える。また精神的な進化、能動的な進化の可能性を人類の未来に見る。

## 著書
- 『真理の探求』 文芸社刊、2003年5月15日発行 ISBN 4-8355-5587-2　　　　　　国立国会図書館https://id.ndl.go.jp/auth/ndla/　　　　　ID 00913603
- 『X医学概論 : 生命の本性』 X医学概論: 生命の本性 https://amzn.asia/d/7PnmpU
- 『X医学概論 Ⅱ: 生命の医学  』https://amzn.asia/d/6u4KUMJ